# Capitoli di Kenichi

Copertina del primo volume dell'edizione italiana

Questa è la lista dei capitoli di Kenichi, manga di Syun Matsuena. In Giappone l'opera è serializzata sulla rivista Weekly Shōnen Sunday dal 2002. I singoli capitoli sono raccolti da Shogakukan in formato tankōbon e il primo volume è stato pubblicato il 9 agosto 2002.
A fine 2013 la Panini Comics ha annunciato l'uscita di un'edizione in italiano del manga per aprile 2014. Il primo volume è stato pubblicato il 20 marzo 2014 e i seguenti sono editi a cadenza mensile.
I volumi e i capitoli sono indicati con il proprio titolo giapponese, con la trascrizione in rōmaji e con il titolo ufficiale dato dalla Planet Manga nell'edizione italiana. Laddove il volume non sia ancora stato pubblicato in lingua italiana, è presente una traduzione non ufficiale. Vengono riportate, inoltre, le date di uscita di prima edizione dei volumi giapponesi ed italiani.

## Volumi 1-10
| Nº | Titolo italiano Giapponese 「Kanji」 - Rōmaji | Data di prima pubblicazione             | Data di prima pubblicazione |
| Nº | Titolo italiano Giapponese 「Kanji」 - Rōmaji | Giapponese                              | Italiano                    |
| 1  | Kenichi 1 「史上最強の弟子ケンイチ 1」 - Shijō saikyō no deshi Ken'ichi 1 | 9 agosto 2002 ISBN 978-4-09-126571-5    | 20 marzo 2014               |
| 1  | Capitoli - Battle 1. La liceale dall'aria assassina (殺し屋気取りの女子高生?, Korosha Kidori no Joshikōsei) - Battle 2. Sono nei guai! (まずい事になった！?, Masui Koto ni Natta!) - Battle 3. Per cominciare, la guardia! (まずは防御！?, Masu wa Bōgyo!) - Battle 4. Il significato nascosto (隠された意味?, Kakusareta Imi) - Battle 5. Dalla difesa all'attacco! (防御から攻撃へ！?, Bōgyo Kara Kōgeki e!) - Battle 6. Un certo posto! (ある場所へ行け！?, Aru Bajo e Ike!) - Battle 7. Al Ryozanpaku (梁山泊?, Ryōzanpaku) |                                         |                             |
| 2  | Kenichi 2 「史上最強の弟子ケンイチ 2」 - Shijō saikyō no deshi Ken'ichi 2 | 18 ottobre 2002 ISBN 978-4-09-126572-2  | 17 aprile 2014              |
| 2  | Capitoli - Battle 8. Diventerò un allievo! (弟子になる！?, Deshi ni Naru!) - Battle 9. Non farò mai in tempo (間に合わないんだ！?, Maniawanainda!) - Battle 10. La faccia che non voglio mostrare! (見せたくない顔！?, Misetakunai Kao!) - Battle 11. Il maestro Sakaki! (逆鬼先生！?, Sakaki Sensei!) - Battle 12. Il primo colpo! (最初の一撃！?, Saisho no Ichigeki!) - Battle 13. Leggero! (軽い！?, Karui!) - Battle 14. L'inferno dei combattimenti! (ケンカ地獄!!?, Kenka Jigoku!!) - Battle 15. Le ricerche di Honoka (ほのかの偵察?, Honoka no Teisatsu) - Battle 16. Il sogno (屋根の上の夢?, Yane no Ue no Yume) - Battle 17. Incontro a sorpresa durante una passeggiatina! (町内一周中にバッタリ!!?, Chounai Isshū Naka ni Battari)                                                     |                                         |                             |
| 3  | Kenichi 3 「史上最強の弟子ケンイチ 3」 - Shijō saikyō no deshi Ken'ichi 3 | 18 gennaio 2003 ISBN 978-4-09-126573-9  | 22 maggio 2014              |
| 3  | Capitoli - Battle 18. Se ne va a casa?! (帰っちゃうの!??, Kaecchau no!?) - Battle 19. Piccola pianta (小さな芽?, Chiisana) - Battle 20. Il genio delle armi (武器の申し子?, Buki no Moushigo) - Battle 21. Mi correggo (訂正します。?, Teiseishimasu.) - Battle 22. Fibre rosa (ピンク色の筋肉?, Pinkuiro no Kinniku) - Battle 23. L'allenamento di Apachai (アパチャイの修行！?, Apachai no Shugyō!) - Battle 24. Schiva! (そこで、よけるよ！?, Sokode, Yokeru yo!) - Battle 25. Le preoccupazioni di Sakaki (逆鬼の心配?, Gyaku no shinpai) - Battle 26. Il piano di Takeda (武田の策?, Takada no Saku) |                                         |                             |
| 4  | Kenichi 4 「史上最強の弟子ケンイチ 4」 - Shijō saikyō no deshi Ken'ichi 4 | 18 marzo 2003 ISBN 978-4-09-126574-6    | 19 giugno 2014              |
| 4  | Capitoli - Battle 27. Dentro il ring! (リングの中で！?, Ringu no Uchi de!) - Battle 28. Il passato di Takeda (武田の過去?, Takada no Kako) - Battle 29. In alto! (上へ!!?, Ue e!!) - Battle 30. L'ippodromo e il Family Restaurant (競馬場とファミレス！?, Keibajō to Fyamirisu!) - Battle 31. Il destino dell'uomo mascherato (マスクマンの運命?, Masukuman no Unmei) - Battle 32. Un nuovo nemico (新たな敵?, Aratana Kateki) - Battle 33. Libertà? (自由？?, Jū?) - Battle 34. Il metodo per uccidere in una rissa (ケンカ殺法（さっぽう）！?, Kenka Sappou!) - Battle 35. Arrivano gli aiuti! (助っ人登場！?, Suketto Tōjō!) |                                         |                             |
| 5  | Kenichi 5 「史上最強の弟子ケンイチ 5」 - Shijō saikyō no deshi Ken'ichi 5 | 18 giugno 2003 ISBN 978-4-09-126575-3   | 17 luglio 2014              |
| 5  | Capitoli - Battle 36. Un terribile piano?! (恐ろしい計画!??, Osoroshii Keikaku!?) - Battle 37. Il piano per la trasformazione (内弟子化計画?, Uchideshika Keikaku) - Battle 38. Le terme?! (温泉…!??, Onsen...!?) - Battle 39. Honoka la ficcanaso (おせっかいなほのか?, Osekkaina Honoka) - Battle 40. La scoperta (見つかったモノ?, Mitsukatta Mono) - Battle 41. Rapida discesa nel ranking (ランキング急降下?, Rankingu kyūkōka) - Battle 42. Non riesco a far niente! (手が出ない!!?, Te ga Denai!!) - Battle 43. Dojo yaburi (Dojo Hunting?) - Battle 44. L'allievo numero uno (一番弟子?, Ichiban Deshi) |                                         |                             |
| 6  | Kenichi 6 「史上最強の弟子ケンイチ 6」 - Shijō saikyō no deshi Ken'ichi 6 | 8 agosto 2003 ISBN 978-4-09-126576-0    | 21 agosto 2014              |
| 6  | Capitoli - Battle 45. Tutti all'isola di Furinji! (風林寺島へ！?, Horinji-shima e!) - Battle 46. La fuga! (脱出！?, Dasshutsu!) - Battle 47. Conoscenti? (知り合い？?, Shiriai?) - Battle 48. Gli otto pugni (八拳豪?, Hachi kengō) - Battle 49. La sfida contro il capellone! (モジャモジャ決着！?, Moja Moja Ketchaku!) - Battle 50. L'allenamento per le tecniche (技の修行！?, Gi no Shugyō!) - Battle 51. La chiamata! (ぎゃくたん！?, Gyakutan!) - Battle 52. La tecnica di Kisara! (キサラの技！?, Kisara no Gi!) - Battle 53. L'alleanza "Shinpaku"! (新白連合！！?, Shin paku rengō!!) |                                         |                             |
| 7  | Kenichi 7 「史上最強の弟子ケンイチ 7」 - Shijō saikyō no deshi Ken'ichi 7 | 18 novembre 2003 ISBN 978-4-09-126577-7 | 18 settembre 2014           |
| 7  | Capitoli - Battle 54. Nijima accresce il suo potere?! (新島台頭！？?, Nījima taitō!?) - Battle 55. La casa dei mostri (妖怪屋敷?, Yōkai Yashiki) - Battle 56. Giulietta! (ジュリエット！！?, Jurietto!!) - Battle 57. Una luce di tristezza (哀しい光?, Kanashii Hikari) - Battle 58. Mi hanno scoperto?! (ばれた！？?, Bareta!?) - Battle 59. Di qui non si passa! (通さない！！?, Toasanai!!) - Battle 60. Pierrot?! (ピエロ！？?, Piero!?) - Battle 61. La vera identità di Hermit! (ハーミットの正体！！?, Hāmitto no Shōtai!!) - Battle 62. Una potente tecnica (剛の拳?, Gou no kobushi) |                                         |                             |
| 8  | Kenichi 8 「史上最強の弟子ケンイチ 8」 - Shijō saikyō no deshi Ken'ichi 8 | 18 febbraio 2004 ISBN 978-4-09-126578-4 | 16 ottobre 2014             |
| 8  | Capitoli - Battle 63. Ha inizio l'addestramento... in montagna! (山修行…開始！！?, Yama shugyō...kaishi!!) - Battle 64. La differenza sta nella strategia?! (違いは兵法!??, Chigai wa Heihō!?) - Battle 65. Il talento per il duro lavoro (努力する才能?, Doryoku suru Sainō) - Battle 66. Il motivo del maestro Ba (馬師父の理由?, Ba Shifu no Riyuu) - Battle 67. Il complotto di China Town (チャイナタウンの陰謀?, Chaina Taun no Inbō) - Battle 68. Legame di sangue (血族?, Ketsuzoku) - Battle 69. Grazie (ありがとう?, Arigatō) - Battle 70. La formazione dell'Alleanza Shinpaku! (新白連合…結成！！?, Shinpuku Rengō...Kessei!!) - Battle 71. La battaglia nel segno dell'inganno! (ダマシ合戦！?, Damashi Kassen!)                                                                        |                                         |                             |
| 9  | Kenichi 9 「史上最強の弟子ケンイチ 9」 - Shijō saikyō no deshi Ken'ichi 9 | 18 marzo 2004 ISBN 978-4-09-126579-1    | 20 novembre 2014            |
| 9  | Capitoli - Battle 72. Nijima contro lo zombie! (新島VS.ゾンビ?, Niijima vs. Zombi) - Battle 73. Perché è una pessima amicizia...! (悪友だから…！！?, Akuyū Dakara...!!) - Battle 74. Night of living dead (ナイト・オブ・リビングデッド?, Naito Obu Ribingu Deddo) - Battle 75. Ci sei cascato! (のんじまえ！！?, Nonjimae!!) - Battle 76. Attacco senza ritmo! (無拍子の一撃！?, Mubyōshi no ichigeki!) - Battle 77. Battaglia feroce! Visita domestica! (I parte) (激闘・家庭訪問！！ 前編?, Gekitō - Kateihōmon!! Zenpen) - Battle 78. Battaglia feroce! Visita domestica! (II parte) (激闘・家庭訪問！！ 後編?, Gekitō - Kateihōmon!! Kōhen) - Battle 79. Fino a quando non si sarà consumato! (すり減るまで?, Suriheru Made!) - Battle 80. Un bel volto! (その顔、いいじょ?, Sono Kao, Ii Jo!!) |                                         |                             |
| 10 | Kenichi 10 「史上最強の弟子ケンイチ 10」 - Shijō saikyō no deshi Ken'ichi 10 | 18 maggio 2004 ISBN 978-4-09-126580-7   | 18 dicembre 2014            |
| 10 | Capitoli - Battle 81. Fratellone (お兄ちゃん?, Onii-chan) - Battle 82. Scontro violento! (激突！！！?, Gekitotsu!!!) - Battle 83. La scommessa di Akisame! (秋雨の賭！?, Akisame no Kake!) - Battle 84. La croce di Hermit (ハーミットの十字架?, Hāmitto no Jōjika) - Battle 85. Le parole dei pugni...! (拳は語る…！！?, Kobushi wa Kataru...!!) - Battle 86. Kensei (拳聖?, Kensei) - Battle 87. Fallo fuori! (やっちまえ！！?, Yacchimae!!) - Battle 88. Battaglia cruenta! (ボロボロの血戦！！?, Boro Boro Kessen!!) - Battle 89. La strada dell'eremita (隠者の道?, Inja no Chi) |                                         |                             |

## Volumi 11-20
| Nº | Titolo italiano Giapponese 「Kanji」 - Rōmaji | Data di prima pubblicazione             | Data di prima pubblicazione |
| Nº | Titolo italiano Giapponese 「Kanji」 - Rōmaji | Giapponese                              | Italiano                    |
| 11 | Kenichi 11 「史上最強の弟子ケンイチ 11」 - Shijō saikyō no deshi Ken'ichi 11 | 16 luglio 2004 ISBN 978-4-09-127151-8   | 22 gennaio 2015             |
| 11 | Capitoli - Battle 90. L'allievo smarrito (迷える入門者?, Mayoeru Nyūmon) - Battle 91. L'uomo del "Ryozanpaku"?! (“梁山泊”の男!??, "Ryōzampaku" no otoko!?) - Battle 92. Abbi fiducia nei gran maestri! (師匠を信じましょう!!?, Shishō o Shinjimashō!!) - Battle 93. La mia tecnica segreta mortale...?! (ボクの必殺技…!??, Boku no Hissatsuwaza...!?) - Battle 94. Miu è di pessimo umore?! (美羽ちゃん、おかんむり!??, Miu-chan, Okanmuri!?) - Battle 95. Lotta feroce! Il triangolo amoroso! (激闘・三角関係!!?, Gekitō - Sankaku Kankei) - Battle 96. Orgoglio a bordo piscina! (Poolside Spirit?) - Battle 97. Combattere al meglio...! (うまく戦う…!??, Umaku Tatakau...!?) - Battle 98. Il terrore del ring per il sumo (ちゃんこの恐怖?, Chanko no kyōfu) |                                         |                             |
| 12 | Kenichi 12 「史上最強の弟子ケンイチ 12」 - Shijō saikyō no deshi Ken'ichi 12 | 18 ottobre 2004 ISBN 978-4-09-127152-5  | 19 febbraio 2015            |
| 12 | Capitoli - Battle 99. Il doyho dell'orgoglio (心の土俵！！?, Kokoro no dohyō!!) - Battle 100. Gran maestri contro l'allievo! (師匠VS.弟子！！！?, Shishō vs. Deshi!!!) - Battle 101. Riunione nel vicolo (路地裏の再会?, Rodjiura no saikai) - Battle 102. Due e un gatto (二人と一匹?, Futari to itsupiki) - Battle 103. Adesso è il mio turno! (ワタシの番！！?, Watashi no ban) - Battle 104. I fuochi d'artificio del topolino?! (ネズミ花火！？?, Nezumi hanabi!?) - Battle 105. Diventa padrone di te stesso! (己の主となれ！！?, Onore no omo to nare!!) - Battle 106. La storia dell'anziano (長老の今昔物語?, Chōrō no ima mukashi mono gatari) - Battle 107. Il gigante delle ciliegie (サクランボの巨人?, Sakuranbo no Kyojin)                        |                                         |                             |
| 13 | Kenichi 13 「史上最強の弟子ケンイチ 13」 - Shijō saikyō no deshi Ken'ichi 13 | 17 dicembre 2004 ISBN 978-4-09-127153-2 | 12 marzo 2015               |
| 13 | Capitoli - Battle 108. Feroce battaglia sul mare! (洋上の大激戦！！?, Yōjō no dai gekisen!!) - Battle 109. Tecnica segreta...?! (秘技…！？?, Higi...!?) - Battle 110. Nome in codice H (コードネーム"H"！！?, Kōdo Nēmu "Eichi"!!) - Battle 111. L'arrivo del padre! (父、来たる！！?, Chichi, kitaru!!) - Battle 112. Il pugno del padre (親父のコブシ！！?, Oyaji no kobushi!!) - Battle 113. Giorni tranquilli (穏やかな日々?, Odayakana hibi) - Battle 114. Il luogo della promessa (約束の地?, Yakusoku no ji) - Battle 115. L'autorità del drago (威を振るう龍?, Iwofurū ryū) - Battle 116. Seikuken (制空圏?, Seikūken) |                                         |                             |
| 14 | Kenichi 14 「史上最強の弟子ケンイチ 14」 - Shijō saikyō no deshi Ken'ichi 14 | 18 febbraio 2005 ISBN 978-4-09-127154-9 | 23 aprile 2015              |
| 14 | Capitoli - Battle 117. L'anziano capo entra in azione! (長老、立つ！！?, Chōrō, tatsu!!) - Battle 118. Fame da lupi (お腹ペコペコ?, Onaka pekopeko) - Battle 119. Sopravvivenza2 (毒2サバイバル！！?, Doku ni sabaibaru!!) - Battle 120. Attenzione! (出没注意！！?, Shutsubotsu chūi!!) - Battle 121. Il proprio limitatore (リミッター?, Rimittā) - Battle 122. Per un pelo! (ニアミス！?, Niamisu!) - Battle 123. Party tra... cielo e terra (パーティー…天と地と。?, Pātī... ten to chito.) - Battle 124. A caccia dell'Alleanza Shinpaku (新白狩り?, Shinpaku kari) - Battle 125. Corri, Niijima! (新島、走る！！?, Nījima, hashiru!!) |                                         |                             |
| 15 | Kenichi 15 「史上最強の弟子ケンイチ 15」 - Shijō saikyō no deshi Ken'ichi 15 | 18 aprile 2005 ISBN 978-4-09-127155-6   | 21 maggio 2015              |
| 15 | Capitoli - Battle 126. Requiem (鎮魂歌?, Chinkonka) - Battle 127. I suoi ideali (アイツの信念！！?, Aitsu no shin'nen!!) - Battle 128. Kisara... danza! (キサラ…舞う！！?, Kisara... mau!!) - Battle 129. La decisione di Niijima! (新島の決意！！?, Nījima no ketsui!!) - Battle 130. Revolution..?! (革命?, Kakumei) - Battle 131. Inaspettata risoluzione! (戦闘配置！！?, Sentō haichi!!) - Battle 132. Schieramento di combattimento! (急転直下！！?, Kyūtenchokka!!) - Battle 133. Brivido e tenacia (スリルと執念?, Suriru to shūnen) - Battle 134. La distruzione del mostro (妖怪退治?, Yōkai) |                                         |                             |
| 16 | Kenichi 16 「史上最強の弟子ケンイチ 16」 - Shijō saikyō no deshi Ken'ichi 16 | 16 giugno 2005 ISBN 978-4-09-127156-3   | 18 giugno 2015              |
| 16 | Capitoli - Battle 135. La battaglia dei grandi assi! (大将戦…！！?, Taishō-sen...!! ) - Battle 136. Falso (偽善者…?, Gizen-sha...) - Battle 137. La lancia che vede attraverso (見透す槍?, Mitōsu yari) - Battle 138. L'incontro (出会い…?, Deai...) - Battle 139. Lo scintillante Kenichi (閃きの兼一！！?, Hirameki no Ken'ichi!!) - Battle 140. Ritmo Ryozanpaku (リズム梁山泊?, Rizumu Ryōzanpaku) - Battle 141. Quel giorno... (あの日…?, Ano niitsu...) - Battle 142. Il tempo sta per finire (時間切れ?, Jikangire) - Battle 143. Oltre la promessa (やくそくのはて?, Yakusoku no hate) |                                         |                             |
| 17 | Kenichi 17 「史上最強の弟子ケンイチ 17」 - Shijō saikyō no deshi Ken'ichi 17 | 8 agosto 2005 ISBN 978-4-09-127157-0    | 16 luglio 2015              |
| 17 | Capitoli - Battle 144. La propria forza (自分の強さ?, Jibun no tsuyo-sa) - Battle 145. Business (ビジネス?, Bijinesu) - Battle 146. Il magnifico assassino (麗しの暗殺者?, Uruwashi no asashin) - Battle 147. Master Train! (達人トレイン！！?, Tatsujin torein) - Battle 148. La battaglia delle Twin Towers (ツインタワーの攻防?, Tsuin tawā no kōbō) - Battle 149. Un allievo interessante (面白い弟子?, Omoshiroi deshi) - Battle 150. Va bene così! (それでよし！?, Sorede yoshi!) - Battle 151. La leggenda del gigante gentile (優しき伝説?, Yasashiki densetsu) - Battle 152. La situazione di Shigure (しぐれの事情?, Shigure no jijō) |                                         |                             |
| 18 | Kenichi 18 「史上最強の弟子ケンイチ 18」 - Shijō saikyō no deshi Ken'ichi 18 | 18 novembre 2005 ISBN 978-4-09-127158-7 | 27 agosto 2015              |
| 18 | Capitoli - Battle 153. La lama assassina (人斬り包丁?, Hitokiri hōchō) - Battle 154. Questo è un bel problema... (不器用なり…?, Bukiyō nari...) - Battle 155. Come padre... (父として…?, Chichi to shite...) - Battle 156. Il tuo nome è... (君の名は…?, Kimi no naha...) - Battle 157. Il fiore immerso nell'oscurità (闇の中の花?, Yami no naka no hana) - Battle 158. Di nuovo insieme! (再見…！！?, Saiken...!!) - Battle 159. Odore di battaglia (戦いの気配?, Tatakai no kehai) - Battle 160. La forza dell'assassino (刺客の実力！！?, Shikaku no jitsuryoku!!) - Battle 161. L'arrivo dell'allievo! (弟子…来たる！！?, Deshi... kitaru!!) |                                         |                             |
| 19 | Kenichi 19 「史上最強の弟子ケンイチ 19」 - Shijō saikyō no deshi Ken'ichi 19 | 18 gennaio 2006 ISBN 978-4-09-120048-8  | 17 settembre 2015           |
| 19 | Capitoli - Battle 162. Attacco spettrale (変化攻撃！！?, Henka kōgeki!!) - Battle 163. Posizione di combattimento (闘いのスタンス?, Tatakai no sutansu) - Battle 164. Le lacrime del giardino (花園の涙?, Hanazono no namida) - Battle 165. Il missile umano! (達人ミサイル！！！?, Tatsujin misairu!!!) - Battle 166. Gran maestro... e padre (師父…そして父?, Shifu... soshite chichi) - Battle 167. Un'ombra, nove pugni (一影九挙?, Ichikage Kyū kyo) - Battle 168. Giovani, tormentatevi! (悩め若者！！?, Nayame wakamono!!) - Battle 169. Un passo avanti nell'oscurità! (暗闇に踏み出せ！！?, Kurayami ni fumidase!!) - Battle 170. Un giorno speciale (特別な日?, Tokubetsuna hi)                                                                        |                                         |                             |
| 20 | Kenichi 20 「史上最強の弟子ケンイチ 20」 - Shijō saikyō no deshi Ken'ichi 20 | 18 aprile 2006 ISBN 978-4-09-120348-9   | 22 ottobre 2015             |
| 20 | Capitoli - Battle 171. Le ali che ho trovato (翼を見つけた?, Tsubasa o mitsuketa) - Battle 172. Non andare! (行かないで！！?, Ikanaide!!) - Battle 173. Il dio della distruzione che vive sotto un ponte (ガード下の破壊神?, Gādo-ka no hakai-shin) - Battle 174. Il gong della battaglia (戦いのゴング?, Tatakai no gongu) - Battle 175. I soldati dello Yami (闇のソルジャー?, Yami no sorujā) - Battle 176. Perfect Mission (パーフェクトミッション?, Pāfekuto Misshon) - Battle 177. Master Trap (達人トラップ?, Tatsujin torappu) - Battle 178. Il Ryozanpaku diventa il campo di battaglia! (戦場は梁山泊！?, Senjō wa Ryōzanpaku!) - Battle 179. Analisi impossibile (分析不可能！！?, Bunseki fukanō!!)                                                  |                                         |                             |

## Volumi 21-30
| Nº | Titolo italiano Giapponese 「Kanji」 - Rōmaji | Data di prima pubblicazione              | Data di prima pubblicazione |
| Nº | Titolo italiano Giapponese 「Kanji」 - Rōmaji | Giapponese                               | Italiano                    |
| 21 | Kenichi 21 「史上最強の弟子ケンイチ 21」 - Shijō saikyō no deshi Ken'ichi 21 | 18 luglio 2006 ISBN 978-4-09-120437-0    | 19 novembre 2015            |
| 21 | Capitoli - Battle 180. Guerra aperta (全面戦争?, Zenmen sensō) - Battle 181. L'esca sulla neve (雪上の誘惑?, Setsujō no yūwaku) - Battle 182. Desperate fight on snow (デスペレイト ファイト オン スノー?, Desupereito Faito on Sunō) - Battle 183. Il re del campo nevoso (雪原の王?, Setsugen no ō) - Battle 184. Dichiarazione nella tempesta di neve! (吹雪の宣言！！?, Fubuki no sengen!!) - Battle 185. Pronto a una battaglia mortale (死闘の覚悟?, Shitō no kakugo) - Battle 186. La notte prima della rivoluzione (革命前夜?, Kakumei zen'ya) - Battle 187. La forza di volontà del re (王者の意地?, Ōja no iji) - Battle 188. La tragedia dell'allievo (悲劇の弟子?, Higeki no deshi) |                                          |                             |
| 22 | Kenichi 22 「史上最強の弟子ケンイチ 22」 - Shijō saikyō no deshi Ken'ichi 22 | 4 ottobre 2006 ISBN 978-4-09-120625-1    | 17 dicembre 2015            |
| 22 | Capitoli - Battle 189. Chi è il più...?! (誰が一番…！？?, Dare ga ichiban...!?) - Battle 190. La prova della forza (強さの証明?, Tsuyo-sa no shōmei) - Battle 191. Master Children (達人チルドレン?, Tatsujin chirudoren) - Battle 192. Ci sono tutti! (みんながいる。?, Min'na ga iru.) - Battle 193. Ciò che sono in grado di fare (ボクにできること?, Boku ni dekiru koto) - Battle 194. Pistole, coltelli e i miei pugni (銃とナイフと僕の拳?, Jū to naifu to boku no ken) - Battle 195. Il diamante e l'argilla (ダイヤと土塊?, Daiya to tsuchikure) - Battle 196. Invito (招待状?, Jōtaijō) - Battle 197. Il vero significato dell'avventura (冒険の正体?, Bōken no shōtai) |                                          |                             |
| 23 | Kenichi 23 「史上最強の弟子ケンイチ 23」 - Shijō saikyō no deshi Ken'ichi 23 | 16 dicembre 2006 ISBN 978-4-09-120699-2  | 28 gennaio 2016             |
| 23 | Capitoli - Battle 198. Supera la linea! (一線を越えろ！！?, Issen o koero!!) - Battle 199. Il paradiso (楽園?, Rakuen) - Battle 200. L'Alleanza Shinpaku... prende il controllo?! (新白連合…制圧！？?, Shinpaku rengō... seiatsu!?) - Battle 201. La notte della determinazione (決意の夜?, Ketsui no yoru) - Battle 202. L'inizio delle ostilità (緒戦?, Shosen) - Battle 203. La forza di volontà di uno sconfitto (敗北の意地?, Haiboku no iji) - Battle 204. Takeda, salta! (武田、跳ねる！！?, Takeda, haneru!!) - Battle 205. Non farti battere, neanche a costo della vita! (死んでも負けるな！?, Shindemo makeruna!) - Battle 206. La farfalla tagliente (鋭き蝶?, Surudoki chō) - Battle 207. Lightning Lady (ラストニング・レディー?, Rasutoningu Redī)                                                                                             |                                          |                             |
| 24 | Kenichi 24 「史上最強の弟子ケンイチ 24」 - Shijō saikyō no deshi Ken'ichi 24 | 16 marzo 2007 ISBN 978-4-09-121022-7     | 25 febbraio 2016            |
| 24 | Capitoli - Battle 208. Controllo del coraggio (勇気のコントロール?, Yūki no kontorōru) - Battle 209. Sono un combattente super giovane! (超人青年じゃ！！?, Chōjin seinen ja!!) - Battle 210. Le tre grandi arti marziali cinesi! (中国三大武術！！?, Chūgoku san dai bujutsu!!) - Battle 211. Un altro scontro mortale (もう一つの死闘?, Mōhitotsu no shitō) - Battle 212. Il vero senso del 2 contro 3! (2対3の真実?, Ni tai San no Shinjitsu) - Battle 213. La forza dell'amicizia (友という力?, Tomo to iu chikara) - Battle 214. L'invincibile Tai Chi (壮絶・太極拳！！?, Sōzetsu taikyokuken!!) - Battle 215. Testata dell'acqua corrente (流水頭撃?, Ryūsui atama -) - Battle 216. La tecnica segreta del profondo rancore (怨念の秘技?, On'nen no higi) - Battle 217. Continuare a lottare (あがき抜いた先に?, Agaki nuita saki ni)                  |                                          |                             |
| 25 | Kenichi 25 「史上最強の弟子ケンイチ 25」 - Shijō saikyō no deshi Ken'ichi 25 | 18 giugno 2007 ISBN 978-4-09-121076-0    | 24 marzo 2016               |
| 25 | Capitoli - Battle 218. Al fine di diventare più forte... (強くなるための…?, Tsuyoku naru tame no...) - Battle 219. Un messaggero dello Yami (闇よりの使者?, Yami yori no shisha) - Battle 220. Violet Moon (ヴァイオレットムーン?, Bioretto Mūn) - Battle 221. The Man of Misfortune (The man of misfortune?) - Battle 222. Le ali cadute (堕ちる羽?, Ochiru hane) - Battle 223. Combattimento fino al punto critico! (瀬戸際勝負！?, Setogiwa shōbu!) - Battle 224. Attacchi diversi (それぞれの一撃?, Sorezore no ichigeki) - Battle 225. Show Time (ショータイム?, Shō Taimu) - Battle 226. Incantato... (魅せられて…?, Miserarete...) - Battle 227. Un amaro ricordo (苦～い思い出?, Kūi omoide) |                                          |                             |
| 26 | Kenichi 26 「史上最強の弟子ケンイチ 26」 - Shijō saikyō no deshi Ken'ichi 26 | 18 settembre 2007 ISBN 978-4-09-121186-6 | 28 aprile 2016              |
| 26 | Capitoli - Battle 228. Un nuovo contratto (新たなる契り?, Aratanaru chigiri) - Battle 229. Arti marziali appropriate (適した武術?, Tekishita bujutsu) - Battle 230. L'inferno... misterioso! (謎…地獄！！！?, Nazo... jigoku!!!) - Battle 231. 我流×2＝！ ({{{2}}}?) - Battle 232. Illuminazione del limite estremo (極限の悟り?, Kyokugen no satori) - Battle 233. La super iniziazione (超伝授?, Chō denju) - Battle 234. Alla fine del kumite... (組手の果てに…?, Kude no hate ni...) - Battle 235. Il nostro legame (俺たちの絆?, Oretachi no kizuna) - Battle 236. Tuffo dell'amicizia (友情のダイビング！?, Yūjō no daibingu!) - Battle 237. Il fallimento del piano?! (作戦失敗！？?, Sakusen shippai!?) |                                          |                             |
| 27 | Kenichi 27 「史上最強の弟子ケンイチ 27」 - Shijō saikyō no deshi Ken'ichi 27 | 15 dicembre 2007 ISBN 978-4-09-121225-2  | 26 maggio 2016              |
| 27 | Capitoli - Battle 238. Canone del Nirvana (涅槃の追走曲?, Nehan no tsuisōkyoku) - Battle 239. Siegfried l'invincibile! (無敵のジークフリート！?, Muteki no Jīkufurīto!) - Battle 240. La determinazione di Kisara! (キサラの意地！?, Kisara no iji!) - Battle 241. YOMI - Ryuto Asamiya (YOMI・朝宮龍斗?, YOMI - Asamiya tatsuto) - Battle 242. Il clan Kuremisago (暗鶚衆?, Kura misago shū) - Battle 243. Il segreto dei movimenti (動きの源?, Ugoki no minamoto) - Battle 244. La luce della speranza (希望の光?, Kibō no hikari) - Battle 245. Il vincitore dello scontro (ケンカの勝者！?, Kenka no shōsha!) - Battle 246. Si alza il sipario sulla tragedia (惨劇の幕開け?, Sangeki no makuake) - Battle 247. Il pugno d'acciaio furioso (怒る鋼挙！?, Okoru hagane kyo!)                                                                               |                                          |                             |
| 28 | Kenichi 28 「史上最強の弟子ケンイチ 28」 - Shijō saikyō no deshi Ken'ichi 28 | 18 marzo 2008 ISBN 978-4-09-121297-9     | 30 giugno 2016              |
| 28 | Capitoli - Battle 248. La grande offensiva! (大襲撃！?, Dai shūgeki!) - Battle 249. La persona a cui ho fatto una promessa (約束してくれた人?, Yakusoku shite kureta hito) - Battle 250. Un perfetto insegnamento (まっすぐな教え?, Massuguna oshie) - Battle 251. Il contrattacco di Fortuna (フォルトナの逆襲?, Forutona no gyakushū) - Battle 252. I maestri che danzano sul campo di battaglia! (超人、戦場に舞う！?, Chōjin, senjō ni mau!) - Battle 253. Fortuna, il guerriero di livello "maestro" (達人級・フォルトナ?, Tatsujin-kyū Forutona) - Battle 254. Il concerto dell'amicizia (友情の協奏曲?, Yūjō no kyōsōkyoku) - Battle 255. La grande battaglia dell'Alleanza Shinpaku (新白連合総力戦！?, Shinpaku rengō sōryoku-sen!) - Battle 256. Una nuova potenza (重なりあう力?, Kasanari au chikara) - Battle 257. Il risveglio (覚醒?, Kakusei) |                                          |                             |
| 29 | Kenichi 29 「史上最強の弟子ケンイチ 29」 - Shijō saikyō no deshi Ken'ichi 29 | 16 maggio 2008 ISBN 978-4-09-121389-1    | 28 luglio 2016              |
| 29 | Capitoli - Battle 258. Seikuken Fluttuante (流水制空圏?, Ryūsui seikūken) - Battle 259. Un'arte marziale senza sentimenti (非情なる武術?, Hijōnaru bujutsu) - Battle 260. Cavia (実験台?, Jikken-dai) - Battle 261. L'essenza del Seikuken Fluttuante (流水制空圏の極意?, Ryūsui seikūken no gokui) - Battle 262. I due allievi (2人の弟子?, Ni-ri no deshi) - Battle 263. La vittoria... e poi... (決着。そして…?, Ketchaku. Soshite...) - Battle 264. Volare verso la libertà (自由への飛翔?, Jiyū e no hishō) - Battle 265. Il ritorno dei vincitori (勝者たちの帰還?, Shōsha-tachi no kikan) - Battle 266. Satomi Kajima (鍛冶摩 里巳?, Kajima Satomi) - Battle 267. Un rientro a scuola movimentato (波瀾の新学期?, Haran no shin gakki) |                                          |                             |
| 30 | Kenichi 30 「史上最強の弟子ケンイチ 30」 - Shijō saikyō no deshi Ken'ichi 30 | 11 agosto 2008 ISBN 978-4-09-121450-8    | 1º settembre 2016           |
| 30 | Capitoli - Battle 268. Gli insegnamenti dello stile Satsujin (殺人拳の啓蒙?, Satsujinken no keimō) - Battle 269. Yomi in the high school (YOMI IN HIGH SCHOOL?) - Battle 270. Il pugno della distruzione (殲滅の拳士?, Senmetsu no ken-shi) - Battle 271. La determinazione di un artista marziale (武道家の覚悟?, Butōka no kakugo) - Battle 272. I super uomini della mezzanotte (超人ミッドナイト?, Chōjin middonaito) - Battle 273. Eseguire gli ordini (命令遂行?, Meirei suikō) - Battle 274. I doveri di un allievo (弟子の本分?, Deshi no honbun) - Battle 275. Telepatia (以心伝心?, Ishindenshin) - Battle 276. I punti forti di un allievo (弟子の本領?, Deshi no honryō) - Battle 277. Solidarietà (一致団結?, Itchi danketsu) |                                          |                             |

## Volumi 31-40
| Nº | Titolo italiano Giapponese 「Kanji」 - Rōmaji | Data di prima pubblicazione              | Data di prima pubblicazione |
| Nº | Titolo italiano Giapponese 「Kanji」 - Rōmaji | Giapponese                               | Italiano                    |
| 31 | Kenichi 31 「史上最強の弟子ケンイチ 31」 - Shijō saikyō no deshi Ken'ichi 31 | 18 novembre 2008 ISBN 978-4-09-121508-6  | 29 settembre 2016           |
| 31 | Capitoli - Battle 278. Siamo tutti sulla stessa barca (呉越同舟?, Goetsudōshū) - Battle 279. Proteggere il cavaliere (馬上の攻防?, Moue no kōbō) - Battle 280. La palestra dei combattimenti (戦いの館?, Tatakai no yakata) - Battle 281. Colui che conosce i punti deboli (弱点を知る者?, Jakuten o shirumono) - Battle 282. Satsujin! L'arte marziale del terrore! (恐怖！殺人拳?, Kyōfu! Setsuninken) - Battle 283. Il seme del terrore (恐怖のタネ?, Kyōfu no tane) - Battle 284. Il mondo delle armi (武器の世界?, Buki no sekai) - Battle 285. Afferra la spada! (剣をとれ！?, Ken o tore!) - Battle 286. L'uomo della Tsubanari, la spada ululante (鍔鳴りの男?, Tsubanari no otoko) - Battle 287. Elemento determinante (決意の防具?, Ketsui no bōgu)                                                                                              |                                          |                             |
| 32 | Kenichi 32 「史上最強の弟子ケンイチ 32」 - Shijō saikyō no deshi Ken'ichi 32 | 18 febbraio 2009 ISBN 978-4-09-121589-5  | 27 ottobre 2016             |
| 32 | Capitoli - Battle 288. Il sensore del terrore (恐怖センサー?, Kyōfu sensā) - Battle 289. La spada della vendetta (弔いの太刀?, Tomurai no tachi) - Battle 290. Una persona imperdonabile (許されざる者?, Yuru sarezaru mono) - Battle 291. Anima e corpo in una spada (心と刀を1つに?, Kokoro to katana o Ichi-tsu ni) - Battle 292. La spada che non può tagliare (斬れない刀?, Kirenai katana) - Battle 293. Il nuovo attacco del commando (コマンド再び！！?, Komando futatabi!!) - Battle 294. Lezioni al mare (臨海学校?, Rinkai gakkō) - Battle 295. La squadra alpina (山岳部隊?, Sangaku butai) - Battle 296. Inizio della missione! (ミッション発動！?, Misshon hatsudō!) - Battle 297. Passaggio all'offensiva (強行突破！！?, Kyōkō toppa!!) |                                          |                             |
| 33 | Kenichi 33 「史上最強の弟子ケンイチ 33」 - Shijō saikyō no deshi Ken'ichi 33 | 17 aprile 2009 ISBN 978-4-09-121893-3    | 24 novembre 2016            |
| 33 | Capitoli - Battle 298. Il flauto evocatore (召喚魔笛?, Shōkan mateki) - Battle 299. L'infiltrato (潜伏の男?, Senpuku no otoko) - Battle 300. Versus Mission (バーサス・ミッション?, Bāsasu misshon) - Battle 301. La coppia definitiva (究極タッグ！！?, Kyūkyoku taggu!!) - Battle 302. L'evoluzione dell'uomo (進歩する人種?, Shinpo suru jinshu) - Battle 303. Pronto a combattere fino alla morte (決死たる覚悟?, Kesshitaru kakugo) - Battle 304. La decisione del maestro e dell'allievo (師弟の選択?, Shitei no sentaku) - Battle 305. Il retrogusto della sconfitta (勝負の余韻?, Shōbu no yoin) - Battle 306. Ciò che non si può vedere a occhio nudo (目に見えぬもの?, Me ni mienu mono) - Battle 307. Il peggior abbinamento (最悪の相性?, Saiaku no aishō) - Battle 308. Un combattimento "a modo mio" (“ボク流”の戦い?, "Boku-ryū" notatakai) |                                          |                             |
| 34 | Kenichi 34 「史上最強の弟子ケンイチ 34」 - Shijō saikyō no deshi Ken'ichi 34 | 17 luglio 2009 ISBN 978-4-09-121693-9    | 22 dicembre 2016            |
| 34 | Capitoli - Battle 309. Il presagio di una catastrofe (災いの予感?, Wazawai no yokan) - Battle 310. Per un pelo! (危機一髪！！?, Kikiippatsu!!) - Battle 311. L'ellisse delle tecniche di combattimento (技撃軌道戦?, Waza gekidō michi-sen) - Battle 312. Il dio della morte del lato oscuro della Muay Thai (裏ムエタイ界の死神?, Ura muetai-kai no shinigami) - Battle 313. La persona giusta al posto giusto (適材適所?, Tekizai tekisho) - Battle 314. Trouble Maker (トラブルメーカー?, Toraburumēkā) - Battle 315. La vera me (本当の自分?, Hontō no jibun) - Battle 316. Un leggero cambiamento (ちょっとした変化?, Chottoshita henka) - Battle 317. Il migliore degli allenamenti (最高の修行?, Saikō no shugyō) - Battle 318. Il pugilato illegale (裏ボクシング?, Ura bokushingu)                                                                |                                          |                             |
| 35 | Kenichi 35 「史上最強の弟子ケンイチ 35」 - Shijō saikyō no deshi Ken'ichi 35 | 17 settembre 2009 ISBN 978-4-09-121730-1 | 19 gennaio 2017             |
| 35 | Capitoli - Battle 319. La più grande debolezza (最大の欠点?, Saidai no ketten) - Battle 320. La rabbia per la vittoria (勝利への執念?, Shōri e no shūnen) - Battle 321. Con tutte le proprie forze (“全力”?, "Zenryoku") - Battle 322. I baffi e il legame (ヒゲと絆?, Hige to kizuna) - Battle 323. La fortuna aiuta gli audaci (笑う門には福来たる!??, Waraukado ni wa Fukuraitaru!?) - Battle 324. Le proprie motivazioni (それぞれの意図?, Sorezore no ito) - Battle 325. Il banchetto del male (禍々しき宴?, Magamagashiki utage) - Battle 326. Proteggere chi è importante (守るべき者?, Mamorubeki-sha) - Battle 327. Match tra maestri (達人マッチ!!?, Tatsujin matchi!!) - Battle 328. Pieno di aperture (隙だらけ!??, Suki-darake!?) |                                          |                             |
| 36 | Kenichi 36 「史上最強の弟子ケンイチ 36」 - Shijō saikyō no deshi Ken'ichi 36 | 18 dicembre 2009 ISBN 978-4-09-122026-4  | 16 febbraio 2017            |
| 36 | Capitoli - Battle 329. Il maestro in collera (怒れる達人?, Okoreru tatsujin) - Battle 330. Timer attivato! (タイマー作動!!?, Taimā sadō!!) - Battle 331. Senza riguardi (手加減不要?, Tekagen fuyō) - Battle 332. Sulle acque del mare...! (海の上を…！?, Umi no ue o...!) - Battle 333. Intrattenitore (エンターテイナー?, Entāteinā) - Battle 334. Finale (フィナーレ?, Fināre) - Battle 335. Diventa più forte! (強くなれ！?, Tsuyokunare!) - Battle 336. Una ragazza come tante (ふつーの娘?, Futsū no musume) - Battle 337. Il momento giusto (せっかくの機会?, Sekkaku no kikai) - Battle 338. Proposta (提案?, Teian) |                                          |                             |
| 37 | Kenichi 37 「史上最強の弟子ケンイチ 37」 - Shijō saikyō no deshi Ken'ichi 37 | 18 febbraio 2010 ISBN 978-4-09-122147-6  | 16 marzo 2017               |
| 37 | Capitoli - Battle 339. Stabilire una strategia di contrattacco (対応策を…!!?, Taiō-saku o...!!) - Battle 340. La teoria dello sviluppo (発展の理?, Hatten no ri) - Battle 341. Il muro da superare (超えるべき壁?, Koerubeki kabe) - Battle 342. I frutti dell'impegno (努力の芽?, Doryoku no me) - Battle 343. Centro di gravità! (重心力!!?, Jūshin-ryoku!!) - Battle 344. La vigilia della sfida! (決闘前日!!?, Kettō zenjitsu!!) - Battle 345. Slow Starter?! (スロースターター!??, Surōsutātā!?) - Battle 346. Il seme del terrore (恐怖の種?, Kyōfu no tane) - Battle 347. L'asso nella manica?! (奥の手!??, Okunote!?) - Battle 348. Koruinuki (孤るい抜き?, Ko rui nuki) |                                          |                             |
| 38 | Kenichi 38 「史上最強の弟子ケンイチ 38」 - Shijō saikyō no deshi Ken'ichi 38 | 18 maggio 2010 ISBN 978-4-09-122295-4    | 13 aprile 2017              |
| 38 | Capitoli - Battle 349. Inizio delle ostilità (突入開始！！?, Totsunyū kaishi!!) - Battle 350. Missione di salvataggio! (救出戦！！?, Kyūshutsu-sen!!) - Battle 351. Goodbye (グッバイ?, Gubbai) - Battle 352. Natsu Tanimoto (谷本 夏?, Tanimoto natsu) - Battle 353. Il vero volto (真の姿?, Shin no Sugata) - Battle 354. Duello fino alla morte (“死合い”?, "Shiai") - Battle 355. Yomi, lo scontro decisivo! (ＹＯＭＩ、決す！！?, Yomi, kessu!!) - Battle 356. La promessa di Honoka (ほのかの約束?, Honoka no Yakusoku) - Battle 357. La scelta di Kenichi (兼一の選択?, Ken'ichi no Sentaku) - Battle 358. Avversari che lottano a mani nude e avversari armati (武器組と無手組?, Buki-gumi to Mute-gumi) |                                          |                             |
| 39 | Kenichi 39 「史上最強の弟子ケンイチ 39」 - Shijō saikyō no deshi Ken'ichi 39 | 16 luglio 2010 ISBN 978-4-09-122417-0    | 18 maggio 2017              |
| 39 | Capitoli - Battle 359. Le spade di Akabane (赤羽刀?, Akaba Netō) - Battle 360. Battaglia per il recupero delle grandi spade! (名刀争奪戦！！?, Meitō sōdatsu-sen!!) - Battle 361. Setsunamaru e le spade di Akabane (刹那丸と赤羽刀?, Setsuna Maru to Akaba Netō) - Battle 362. L'arrivo del Messia?! (救世主現る！？?, Kyūseishu genru!?) - Battle 363. Battaglia generale! (局地戦！！?, Kyokuchi-sen!!) - Battle 364. I veri esperti di arti marziali (真の達人たち?, Shin no Tatsujin-tachi) - Battle 365. Lo stile Kushinada (櫛灘流柔術?, Kushi Nada-ryū jūjutsu) - Battle 366. Parole che portano cattiva sorte (不吉な言葉?, Fukitsuna kotoba) - Battle 367. Una forza dalla quale non si può sfuggire (逃げない力?, Nigenai chikara) - Battle 368. Level up? (レベルアップ？?, Reberu Appu?)                                                      |                                          |                             |
| 40 | Kenichi 40 「史上最強の弟子ケンイチ 40」 - Shijō saikyō no deshi Ken'ichi 40 | 18 ottobre 2010 ISBN 978-4-09-122620-4   | 22 giugno 2017              |
| 40 | Capitoli - Battle 369. Tsutomu Tanaka (田中勤?, Tanaka Tsutomu) - Battle 370. Piccolo combattimento tra amici (交流組手?, Kōryū kude) - Battle 371. Guerrieri che si somigliano (似た者同士？?, Nitamono dōshi?) - Battle 372. Scontro con un avversario armato (対武器戦!!?, Tai buki-sen!!) - Battle 373. Fratelli d'armi (共闘者たち?, Kyōtō-sha-tachi) - Battle 374. Combattimento contro le armi! (対、武器!!?, Tai, buki!!) - Battle 375. Battaglia a forze unite (総力戦?, Sōryoku-sen) - Battle 376. Difficoltà inattese (思わぬ難関?, Omowanu nankan) - Battle 377. Tagliato in due?! (斬られた!??, Kira reta!?) - Battle 378. Gli allievi del gruppo armato (武器組の弟子?, Buki-gumi no deshi) |                                          |                             |

## Volumi 41-50
| Nº | Titolo italiano Giapponese 「Kanji」 - Rōmaji | Data di prima pubblicazione              | Data di prima pubblicazione |
| Nº | Titolo italiano Giapponese 「Kanji」 - Rōmaji | Giapponese                               | Italiano                    |
| 41 | Kenichi 41 「史上最強の弟子ケンイチ 41」 - Shijō saikyō no deshi Ken'ichi 41 | 18 gennaio 2011 ISBN 978-4-09-122767-6   | 20 luglio 2017              |
| 41 | Capitoli - Battle 379. Le tecniche di jojutsu dello stile Kugatachiryu (久賀舘流杖術?, Kugatachi-ryū tsue-jutsu) - Battle 380. Arresti domiciliari (謹慎?, Kinshin) - Battle 381. Reaction (リアクション?, Riakushon) - Battle 382. Verso Okinawa! (沖縄へ！！?, Okinawa e!!) - Battle 383. Amici dal grande cuore (心強い友！？?, Kokoro Tsuyoi tomo!?) - Battle 384. Attacco frontale! (正面突破！！?, Jōmen toppa!!) - Battle 385. Dentro la base segreta (拠点侵攻?, Kyoten shinkō) - Battle 386. Scontro totale (全面衝突?, Zenmen shōtotsu) - Battle 387. Shigure contro la lancia dell'ovest (しぐれVS.西の槍?, Shigure VS. Nishi no yari) |                                          |                             |
| 42 | Kenichi 42 「史上最強の弟子ケンイチ 42」 - Shijō saikyō no deshi Ken'ichi 42 | 18 aprile 2011 ISBN 978-4-09-122850-5    | 24 agosto 2017              |
| 42 | Capitoli - Battle 388. Ba contro Akisame (馬VS.秋雨?, Ba VS. Akisame) - Battle 389. Akisame contro la lancia dell'est (秋雨VS.“東の槍”?, Akisame VS. "Azuma no yari") - Battle 390. Ba contro la spada folle Izayoi (馬VS.狂剣のイザヨイ?, Ba VS. Kyōken no Izayoi) - Battle 391. Sakaki contro la lancia centrale (逆鬼VS.中央の槍?, Sakaki VS. Chūō no yari) - Battle 392. L'inizio della sfida decisiva (決戦開始?, Kessen kaishi) - Battle 393. La battaglia informatica di Akisame (秋雨流情報戦?, Akisame-ryū jōhō-sen) - Battle 394. L'incontro nel lato oscuro della Muay Thai (裏ムエタイ界での出会い?, Ura muetai-kai de no deai) - Battle 395. Il lato oscuro della Muay Thai (裏ムエタイ界?, Ura muetai-kai) - Battle 396. Muay Boran (ムエボーラン?, Muebōran) - Battle 397. Vendetta (仇討ち?, Adauchi) |                                          |                             |
| 43 | Kenichi 43 「史上最強の弟子ケンイチ 43」 - Shijō saikyō no deshi Ken'ichi 43 | 18 maggio 2011 ISBN 978-4-09-122869-7    | 28 settembre 2017           |
| 43 | Capitoli - Battle 398. La volontà del discepolo (弟子の意地?, Deshi no iji) - Battle 399. Le urla del cuore (心の叫び?, Kokoro no sakebi) - Battle 400. Combattimento disperato (壮絶なる決着?, Sōzetsunaru ketchaku) - Battle 401. Volontà distrutta (砕かれた魂?, Kudaka reta tamashī) - Battle 402. Ai limiti della disperazione (心の淵?, Kokoro no fuchi) - Battle 403. Coloro ai quali è permesso rimanere in piedi (立ち上がらせるもの?, Tachiagara seru mono) - Battle 404. Una tecnica base perfetta (絶対なる基本技?, Zettai naru kihon-waza) - Battle 405. Anche da morto... (死んでも?, Shindemo) - Battle 406. La via della "forza" (“力”の道?, "Chikara" no michi) - Battle 407. L'addio al dio della morte (死神との別れ?, Shinigami to no wakare)                                                     |                                          |                             |
| 44 | Kenichi 44 「史上最強の弟子ケンイチ 44」 - Shijō saikyō no deshi Ken'ichi 44 | 18 ottobre 2011 ISBN 978-4-09-123334-9   | 26 ottobre 2017             |
| 44 | Capitoli - Battle 408. La fine del combattimento (戦い終えて?, Tatakai oete) - Battle 409. Il visitatore (おたずねもの?, O tazunemono) - Battle 410. Il club dei piccoli detective? (少年探偵団？?, Shōnen tantei-dan?) - Battle 411. Il momento di mantenere la promessa (誓いを果たす時?, Chikai o hatasu toki) - Battle 412. I monaci guerrieri (僧兵?, Sōhei) - Battle 413. Il traditore (裏切り者?, Uragiri mono) - Battle 414. Tra l'incudine e il martello (前門の虎 後門の狼?, Zenmon no tora kōmon no ōkami) - Battle 415. La battaglia per il disco (ディスクをめぐる攻防?, Disuku o meguru kōbō) - Battle 416. L'arrivo dei rinforzi (援軍到着！?, Engun tōchaku!) - Battle 417. Una ragazza molto veloce (速すぎる彼女?, Haya sugiru kanojo)                                                              |                                          |                             |
| 45 | Kenichi 45 「史上最強の弟子ケンイチ 45」 - Shijō saikyō no deshi Ken'ichi 45 | 18 novembre 2011 ISBN 978-4-09-123384-4  | 23 novembre 2017            |
| 45 | Capitoli - Battle 418. Il sesto senso (六徳の感?, Roku toku no kan) - Battle 419. La grande battaglia dell'amicizia (友情の総力戦?, Yūjō no sōryoku-sen) - Battle 420. Dove sono i dati? (データの行方?, Dēta no yukue) - Battle 421. Combattimento contro il maestro che manovra dietro le quinte (VS.黒幕の達人?, VS. Kuromaku no tatsujin) - Battle 422. L'ira di Sakaki (怒りの逆鬼?, Ikari no Sakaki) - Battle 423. Un nuovo sviluppo (しんてん?, Shin ten) - Battle 424. Persone dotate di una grande capacità di osservazione (一般庶民観察日記?, Ippan shomin kansatsu nikki) - Battle 425. Voglio chiederti una cosa! (聞きたい！?, Kikitai!) - Battle 426. Il mistero del clan Kuremisago (暗鶚の謎?, Kuramisago no nazo) - Battle 427. Il villaggio disabitato (無人の里?, Mujin no sato)                  |                                          |                             |
| 46 | Kenichi 46 「史上最強の弟子ケンイチ 46」 - Shijō saikyō no deshi Ken'ichi 46 | 16 marzo 2012 ISBN 978-4-09-123564-0     | 21 dicembre 2017            |
| 46 | Capitoli - Battle 428. Vendetta (本郷の問い?, Hongō no toi) - Battle 429. Perché è morto? (なぜ死んだ？?, Naze shinda?) - Battle 430. Saiga e Shizuka (砕牙と静羽?, Saiga to Shizuha) - Battle 431. Un inevitabile duello mortale (来たるべき死闘?, Kitarubeki shitō) - Battle 432. I piani di "Un'ombra, nove pugni" (一影九拳の企み?, Ichieikyūken no takurami) - Battle 433. I due passano all'azione (動き出した2人?, Ugokidashita ni-ri) - Battle 434. I cavalieri dello Yami (闇の騎士団?, Yami no kishi-dan) - Battle 435. Il vero karate (本物の空手?, Honmono no karate) - Battle 436. L'occhio osservatore (観の目?, Kan no me) - Battle 437. Tre valorosi combattenti (3人の猛者?, San-ri no mosa) |                                          |                             |
| 47 | Kenichi 47 「史上最強の弟子ケンイチ 47」 - Shijō saikyō no deshi Ken'ichi 47 | 18 giugno 2012 ISBN 978-4-09-123697-5    | 25 gennaio 2018             |
| 47 | Capitoli - Battle 438. Emulazione (切磋琢磨?, Sessatakuma) - Battle 439. L'esca mortale (おとり潰し?, Otori tsubushi) - Battle 440. Il sogno di Hajime Suzuki (鈴木はじめの夢?, Suzuki Hajime no yume) - Battle 441. L'uomo dello Yami (闇人?, Yami hito) - Battle 442. Combattimento all'ultimo sangue (死合い?, Shiai) - Battle 443. Egoista (わがまま?, Wagamama) - Battle 444. Lo stile Katsujin e lo stile Satsujin (活人と殺人と?, Katsujin to Satsujin to) - Battle 445. L'incarnazione delle arti marziali (武術のかたまり?, Bujutsu no katamari) - Battle 446. Miu infuriata (怒りの美羽?, Ikari no Miwa) - Battle 447. La lotta per Miu (美羽をめぐる攻防?, Miwa o meguru kōbō) |                                          |                             |
| 48 | Kenichi 48 「史上最強の弟子ケンイチ 48」 - Shijō saikyō no deshi Ken'ichi 48 | 18 settembre 2012 ISBN 978-4-09-123805-4 | 22 febbraio 2018            |
| 48 | Capitoli - Battle 448. Dov'è Miu? (美羽の行方?, Miwa no yukue) - Battle 449. Nel villaggio sperduto tra le montagne (山奥の里にて?, Yamaoku no sato nite) - Battle 450. Il grande Regno di Tidat (ティダード王国?, Tidādo ōkoku) - Battle 451. Terapia d'urto (荒療治?, Araryōji) - Battle 452. Alla ricerca di un indizio! (手がかりを追え！?, Tegakari o oe!) - Battle 453. L'erede al trono (王位継承者?, Ōi keishō-sha) - Battle 454. La promessa della principessa (妃の誓い?, Hi no chikai) - Battle 455. Una traccia (てがかり?, Te gakari) - Battle 456. Indah Bulu (インダーブルー?, Indā Burū) - Battle 457. Alleati in combattimento (共闘?, Kyōtō) |                                          |                             |
| 49 | Kenichi 49 「史上最強の弟子ケンイチ 49」 - Shijō saikyō no deshi Ken'ichi 49 | 16 novembre 2012 ISBN 978-4-09-124010-1  | 22 marzo 2018               |
| 49 | Capitoli - Battle 458. Le preoccupazioni di Jenazad (ジュナザードの思惑?, Junazādo no omowaku) - Battle 459. Un avversario impassibile (非情の相手?, Hijō no aite) - Battle 460. Un briciolo di amore (心のかけら?, Kokoro no kakera) - Battle 461. Un nuovo assassino (次の刺客?, Ji no shikaku) - Battle 462. Principio e orgoglio (誇りと信念と?, Okori to shin'nen to) - Battle 463. Ciò che deve essere assolutamente protetto (守るべきもの?, Mamorubekimono) - Battle 464. Promessa (約束?, Yakusoku) - Battle 465. Bentornata (おかえりなさい?, Okaerinasai) - Battle 466. Le protezioni intrise di ricordi (形見の手甲?, Katami no tekkō) - Battle 467. Saiga Furinji (風林寺砕牙?, Fūrinji Saiga) |                                          |                             |
| 50 | Kenichi 50 「史上最強の弟子ケンイチ 50」 - Shijō saikyō no deshi Ken'ichi 50 | 18 febbraio 2013 ISBN 978-4-09-124182-5  | 19 aprile 2018              |
| 50 | Capitoli - Battle 468. Stile Satsujin contro stile Satsujin (殺人拳VS.殺人拳?, Setsuninken VS. Setsuninken) - Battle 469. Maegeri (前蹴り?, Maegeri) - Battle 470. Con le spalle al muro (詰んだ！！?, Tsunda!!) - Battle 471. Maestro e allievo (師と弟子と?, Shi to deshi to) - Battle 472. Una differenza abissale (次元の差?, Jigen no sa) - Battle 473. La vita dentro morte (死中に活?, Shi-chū ni katsu) - Battle 474. L'abisso della morte (死の淵?, Shi no fuchi) - Battle 475. L'attaccamento alle arti marziali (武への執着?, Bu e no shūchaku) - Battle 476. Un'arte basata sui principi (信念のための武?, Shin'nen no tame no Take) - Battle 477. Lo scoppio di una lotta interna?! (内紛勃発！？?, Naifun boppatsu!?)                                                                                   |                                          |                             |

## Volumi 51-61
| Nº | Titolo italiano Giapponese 「Kanji」 - Rōmaji | Data di prima pubblicazione              | Data di prima pubblicazione |
| Nº | Titolo italiano Giapponese 「Kanji」 - Rōmaji | Giapponese                               | Italiano                    |
| 51 | Kenichi 51 「史上最強の弟子ケンイチ 51」 - Shijō saikyō no deshi Ken'ichi 51 | 17 maggio 2013 ISBN 978-4-09-124302-7    | 17 maggio 2018              |
| 51 | Capitoli - Battle 478. Il ritorno del Re (王の帰還?, Ō no kikan) - Battle 479. Ai confini delle terre dell'Est (東の果ての地にて?, Azuma no hate no ji nite) - Battle 480. La distanza tra i due (２人の距離感?, Ni-ri no kyori-kan) - Battle 481. Appuntamento a quattro (ダブルデート?, Daburu Dēto) - Battle 482. Incontro segreto all'acquario (水族館での密会?, Suizokukan de no mikkai) - Battle 483. Sfida all'acquario! (アクアリウム決戦！?, Akuariumu kessen!) - Battle 484. Anche se sono così... (たとえこの身が?, Tatoe kono mi ga) - Battle 485. Batticuore! (どきどき！！?, Doki Doki!!) - Battle 486. Le motivazioni di ognuno (それぞれの動機?, Sorezore no dōki) - Battle 487. Coloro che hanno e coloro che non hanno (持つ者と持たざる者?, Motsu mono to motazarumono)          |                                          |                             |
| 52 | Kenichi 52 「史上最強の弟子ケンイチ 52」 - Shijō saikyō no deshi Ken'ichi 52 | 16 agosto 2013 ISBN 978-4-09-124348-5    | 21 giugno 2018              |
| 52 | Capitoli - Battle 488. L'esito del duello (決闘の行方?, Kettō no yukue) - Battle 489. Il karma del guerriero (武の業の輪?, Bu no Gō no Wa) - Battle 490. Perché sono triste... (さみしいから?, Samishīkara) - Battle 491. Il Ryozanpaku si appresta a combattere (梁山泊総出陣?, Ryōzanpaku sō Shutsujin) - Battle 492. Una strana sensazione (違和感?, Iwakan) - Battle 493. Una natura misteriosa! (得体が知れない！?, Etaigashirenai!) - Battle 494. Submission man (極支の男?, Goku Sasō no Otoko) - Battle 495. Lavoro di squadra (組み合わせ?, Kumi awase) - Battle 496. La luce dello stile Katsujin (活人拳の光?, Katsu hito ken no Hikari) - Battle 497. Il piano di Kensei (拳聖の計画?, Kensei no Keikaku)                                                                               |                                          |                             |
| 53 | Kenichi 53 「史上最強の弟子ケンイチ 53」 - Shijō saikyō no deshi Ken'ichi 53 | 18 settembre 2013 ISBN 978-4-09-124404-8 | 19 luglio 2018              |
| 53 | Capitoli - Battle 498. Prima della tempesta... (嵐の前の…?, Arashi no mae no...) - Battle 499. Nell'ombra del guerriero (武の陰にあるもの?, Take no in ni aru mono) - Battle 500. L'inizio dei combattimenti! (開戦！?, Kaisen!) - Battle 501. Combattimenti diversi (それぞれの戦い?, Sorezore no Tatakai) - Battle 502. In nome dell'amore (愛のために?, Ai no tame ni) - Battle 503. Per essere amati (愛されるために?, Ai sa reru tame ni) - Battle 504. La vera forza dello Yomi (ＹＯＭＩの実力?, YOMI no Jitsuryoku) - Battle 505. Colui che prova sempre rammarico (惜しがり屋?, Oshi gari-ya) - Battle 506. Divorarsi a vicenda (喰らい合い?, Kurai ai) - Battle 507. L'indizio di Shiba (志場のヒント?, Kokoro zashi-ba no Hinto)                                                         |                                          |                             |
| 54 | Kenichi 54 「史上最強の弟子ケンイチ 54」 - Shijō saikyō no deshi Ken'ichi 54 | 18 novembre 2013 ISBN 978-4-09-124493-2  | 16 agosto 2018              |
| 54 | Capitoli - Battle 508. L'arrivo del boss (黒幕の登場?, Kuromaku no Tōjō) - Battle 509. L'istante in cui si gioca il tutto per tutto (生死をかけた刹那?, Seishi wo kaketa setsuna) - Battle 510. L'aura si scatena (気の暴走?, Ki no Bōsō) - Battle 511. Vola! (飛んで！?, Tonde!) - Battle 512. Quella tecnica (あの技?, Ano waza) - Battle 513. I limiti di ognuno di loro (それぞれの限界?, Sorezore no Genkai) - Battle 514. Ai limiti dell'amore (愛の果てに?, Ai no hate ni) - Battle 515. Demone (外道?, Gedō) - Battle 516. Il significato di praticare le arti marziali (武術をやる意味?, Bujutsu o yaru imi) - Battle 517. Trenta secondi di attacco e difesa (30秒の攻防?, San-jū-byō no Kōbō)                                                                                            |                                          |                             |
| 55 | Kenichi 55 「史上最強の弟子ケンイチ 55」 - Shijō saikyō no deshi Ken'ichi 55 | 18 febbraio 2014 ISBN 978-4-09-124561-8  | 13 settembre 2018           |
| 55 | Capitoli - Battle 518. Alla fine del sacrificio (捨て身の果てに?, Sutemi no Hate ni) - Battle 519. La fine dei combattimenti (局地戦の決着?, Kyokuchi-sen no Ketchaku) - Battle 520. La via verso le tenebre (闇への道標?, Yami e no Michishirube) - Battle 521. La verità su Tsutomu Tanaka (田中勤の真実?, Tanaka Tsutomu no Shinjitsu) - Battle 522. Le origini della tragedia (思想が生んだ悲劇?, Shisō ga unda higeki) - Battle 523. Inarrestabili (止められない?, Tomerarenai) - Battle 524. Proteggere (守れよ?, Mamore yo) - Battle 525. Alla fine dello scontro mortale (死闘の果てに?, Shitō no Hateni) - Battle 526. Coloro che sono fuggiti dalle tenebre (闇を抜けた者?, Yami o nuketa mono) - Battle 527. Il rumore dei passi del gruppo armato (武器組の足音?, Buki-gumi no Ashioto) |                                          |                             |
| 56 | Kenichi 56 「史上最強の弟子ケンイチ 56」 - Shijō saikyō no deshi Ken'ichi 56 | 16 maggio 2014 ISBN 978-4-09-124642-4    | 11 ottobre 2018             |
| 56 | Capitoli - Battle 528. Shigure Special (しぐれちゃんすぺしゃる?, Shigure-chan su pesharu) - Battle 529. L'Alleanza Shinpaku armata?! (Shinpaku Rengō buki-gumi-ka??) - Battle 530. Qualcosa che vorrei trasmettere (渡したいもの?, Watashitai mono) - Battle 531. Le otto lame splendenti della condanna (八煌断罪刃?, Hachiō kira danzai ha) - Battle 532. Qualcosa impossibile da evitare (抗えない何か?, Aragaenai nanika) - Battle 533. La potenza dello Yami (闇の強大さ?, Yami no Kyōdai-sa) - Battle 534. Il vero aspetto dell'inquietudine (胸騒ぎの正体?, Munasawagi no Shōtai) - Battle 535. Attacco frontale (正面衝突?, Shōmen shōtotsu) - Battle 536. La forza dello stile Katsujin (活人拳の力?, Katsujinken no Chikara) - Battle 537. Il vero obiettivo (真の狙い?, Shin no Nerai)   |                                          |                             |
| 57 | Kenichi 57 「史上最強の弟子ケンイチ 57」 - Shijō saikyō no deshi Ken'ichi 57 | 18 agosto 2014 ISBN 978-4-09-125078-0    | 8 novembre 2018             |
| 57 | Capitoli - Battle 538. Diversivo (陽動?, Yōdō) - Battle 539. Il significato del diversivo (陽動の意味?, Yōdō no imi) - Battle 540. Colti alla sprovvista (力の虚?, Chikara no Kyo) - Battle 541. Un lavoro da professionisti (プロの仕事?, Puro no Shigoto) - Battle 542. La tecnica segreta finale dello stile Kosaka (香坂流最終奥義?, Kōsaka ryū saishū ōgi) - Battle 543. La battaglia si prolunga (長期戦?, Chōki-sen) - Battle 544. La strega (魔女?, Majo) - Battle 545. L'uomo che conosceva il topolino (そのネズミを知る男?, Sono nezumi o shiru otoko) - Battle 546. Shigure, suo padre e il suo compagno di addestramento (しぐれと父と兄弟子と?, Shigure to Chichi to Anideshi to) - Battle 547. L'avanzata dello Yami (闇の進撃?, Yami no Shingeki)                                   |                                          |                             |
| 58 | Kenichi 58 「史上最強の弟子ケンイチ 58」 - Shijō saikyō no deshi Ken'ichi 58 | 18 settembre 2014 ISBN 978-4-09-125110-7 | 13 dicembre 2018            |
| 58 | Capitoli - Battle 548. Il reparto investigativo dell'Alleanza Shinpaku (新白連合情報部隊?, Shinpaku Rengō jōhō butai) - Battle 549. Maestri selvaggi (野生の達人?, Yasei no Tatsujin) - Battle 550. Indizi (手がかり?, Tegakari) - Battle 551. Sestante (六分儀?, Rokubungi) - Battle 552. Kiyoi Kido (紀堂貴宵?, Kidō Kiyoi) - Battle 553. Scontro nella sala comunicazioni (交信室の攻防?, Kōshin-shitsu no Kōbō) - Battle 554. Scambio tra culture diverse (異文化交流?, Bunkakōryū) - Battle 555. L'altra squadra (別働部隊?, Betsu hata butai) - Battle 556. Decisione e determinazione (決意と覚悟と?, Ketsui to Kakugo to) - Battle 557. L'inizio delle ostilità (開戦?, Kaisen) |                                          |                             |
| 59 | Kenichi 59 「史上最強の弟子ケンイチ 59」 - Shijō saikyō no deshi Ken'ichi 59 | 17 ottobre 2014 ISBN 978-4-09-125319-4   | 17 gennaio 2019             |
| 59 | Capitoli - Battle 558. L'infuriato maestro Ba (怒りの馬師父?, Ikari no Ba Shifu) - Battle 559. Separazione (分断?, Bundan) - Battle 560. La missione degli allievi (弟子の任務?, Deshi no Ninmu) - Battle 561. A ognuno il proprio compito (それぞれの役割?, Sorezore no Yakuwari) - Battle 562. Gli ordini dei due maestri (２人の師の命?, Ni-ri no Shi no Inochi) - Battle 563. I due ordini (二つの指令?, Futatsu no Shirei) - Battle 564. Il momento della fine (終焉の時?, Shūen no Toki) - Battle 565. L'attacco combinato del Satsujin (殺人拳の合わせ技?, Satsujinken no Awase-waza) - Battle 566. La gabbia del combattimento (戦の檻?, Sen no Ori) - Battle 567. Vita e onore (命と名誉と?, Inochi to Meiyo to)                                                                           |                                          |                             |
| 60 | Kenichi 60 「史上最強の弟子ケンイチ 60」 - Shijō saikyō no deshi Ken'ichi 60 | 18 novembre 2014 ISBN 978-4-09-125368-2  | 14 febbraio 2019            |
| 60 | Capitoli - Battle 568. La strada ideale (道のあり方?, Michi no Arikata) - Battle 569. Scissione a mezz'aria (空中分解?, Kūchū bunkai) - Battle 570. Il significato delle arti marziali (武術とは?, Bujutsu to wa) - Battle 571. Attacco e difesa per il bene di Niijima (新島を巡る攻防?, Nījima o meguru kōbō) - Battle 572. Incontro crudele (残酷な再会?, Zankokuna saikai) - Battle 573. La vera identità della Suprema Ombra (一影の正体?, Ichiei no Shōtai) - Battle 574. Io ci credo (信じるさ?, Shinjiru-sa) - Battle 575. Il caos del Kuremisago (暗鶚の乱?, Kuremisago no Ran) - Battle 576. Le tenebre del Kuremisago (暗鶚の闇?, Kuremisago no Yami) |                                          |                             |
| 61 | Kenichi 61 「史上最強の弟子ケンイチ 61」 - Shijō saikyō no deshi Ken'ichi 61 | 18 febbraio 2015 ISBN 978-4-09-125627-0  | 14 marzo 2019               |
| 61 | Capitoli - Battle 577. Allievo contro maestro (弟子ＶＳ．達人?, Deshi VS. Tatsujin) - Battle 578. Il campo di battaglia degli Dei (神々の戦場?, Kamigami no Senjō) - Battle 579. Una nuova tecnica (新たな技?, Aratana-waza) - Battle 580. L'acquisizione dell'aura (気の掌握?, Ki no Shōaku) - Battle 581. Dove finirà il missile? (ミサイルの行方?, Misairu no yukue) - Battle 582. Coloro che perseguono qualcosa (貫いたもの?, Tsuranuita mono) - Last Battle. La strada del più forte (最強への道?, Saikyō e no michi) |                                          |                             |